# Yuki Kakita
Yuki Kakita (垣田 裕暉 Kakita Yuki?), född 14 juli 1997 i Gunma prefektur, är en japansk fotbollsspelare.
Kakita började sin karriär 2016 i Kashima Antlers. 2017 flyttade han till Zweigen Kanazawa. Han spelade 106 ligamatcher för klubben. 2020 flyttade han till Tokushima Vortis.